# Ludomir Stasiak

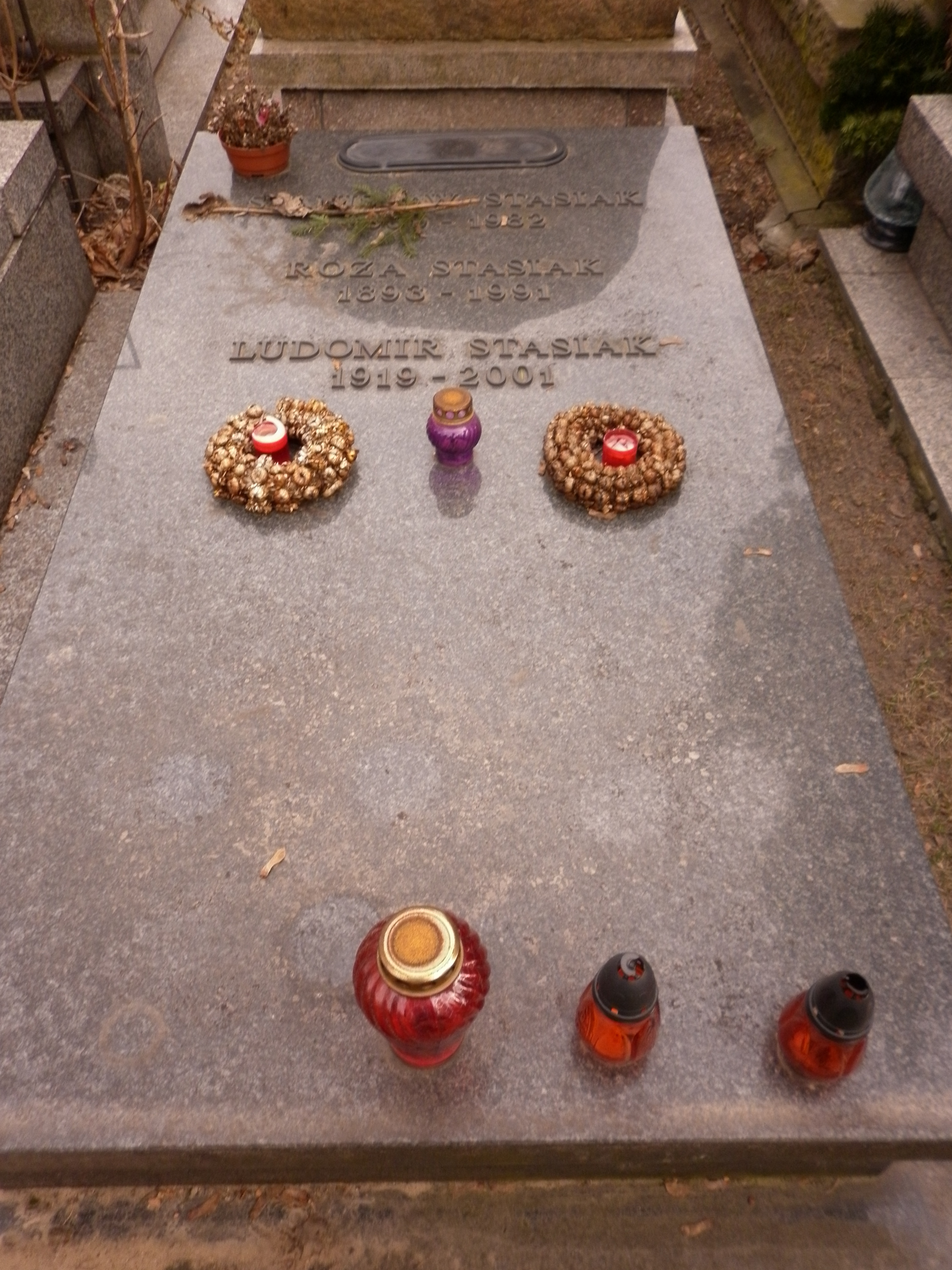
Nagrobek Ludomira Stasiaka na cmentarzu Wojskowym na Powązkach

Ludomir Stasiak, ps. Cezary (ur. 3 października 1919 w Górach, zm. 5 października 2001) – polski ekonomista i działacz ruchu ludowego. Poseł na Sejm PRL I, II, III, IV, V, VI, VII i VIII kadencji, sekretarz Rady Państwa (1969–1980).

## Życiorys
Pochodził z chłopskiej rodziny Stanisława i Róży. W 1955 ukończył Instytut Kształcenia Kadr Naukowych w Warszawie. Był wieloletnim działaczem partii ludowych, należał do Stronnictwa Ludowego i Zjednoczonego Stronnictwa Ludowego, a także do władz partyjnych, w latach 1944–1945 członek Zarządu Głównego SL, w latach 1945–1949 członek Rady Naczelnej SL, w latach 1949–1980 członek Naczelnego Komitetu (początkowo Naczelnego Komitetu Wykonawczego) ZSL, w latach 1950–1973 członek prezydium NKW ZSL, w latach 1950–1954 i 1956–1969 sekretarz NKW i NK ZSL, a w latach 1962–1964 wiceprzewodniczący Sekretariatu NK ZSL.
Podczas wojny był w ruchu oporu (Bataliony Chłopskie), po wyzwoleniu działał w wiejskich organizacjach młodzieżowych, był m.in. sekretarzem i skarbnikiem zarządu głównego Związku Młodzieży Wiejskiej RP „Wici” i sekretarzem Zarządu Głównego Związku Młodzieży Polskiej. W 1947 wiceprezes Komitetu Demokratyzacji „Wici”.
W latach 1969–1980 sekretarz Rady Państwa. Był posłem na Sejm PRL I, II, III, IV, V, VI, VII i VIII kadencji (1952–1985), w latach 1980–1985 przewodniczył Komisji Administracji, Gospodarki Terenowej i Ochrony Środowiska (w 1984 „gospodarkę terenową” zastąpiono w nazwie komisji „gospodarką przestrzenną”).
W latach 1958–1981 członek Prezydium i sekretarz Ogólnopolskiego Komitetu Frontu Jedności Narodu. Od 1969 członek Zarządu Głównego, a w latach 1979–1990 członek prezydium Rady Naczelnej Związku Bojowników o Wolność i Demokrację.
Pochowany na cmentarzu Wojskowym na Powązkach w Warszawie (kwatera C37-9-3).

## Ordery i odznaczenia
- Order Sztandaru Pracy I klasy
- Krzyż Komandorski Orderu Odrodzenia Polski (6 kwietnia 1955)[4]
- Order Krzyża Grunwaldu III klasy (13 września 1946)[5]
- Krzyż Partyzancki
- Srebrny Krzyż Zasługi
- Medal Zwycięstwa i Wolności 1945
- Medal 40-lecia Polski Ludowej (1984)[6]
- Medal 30-lecia Polski Ludowej (1974)[7]
- Medal 10-lecia Polski Ludowej (10 stycznia 1955)[8]
- Złoty Medal „Za zasługi dla obronności kraju”
- Srebrny Medal „Za zasługi dla obronności kraju”
- Brązowy Medal „Za zasługi dla obronności kraju”
- Odznaka 1000-lecia Państwa Polskiego (1966)[9]
- Medal „100-lecia sportu polskiego” (1968)[10]
- Odznaka „Za Zasługi dla ZBoWiD”
- Medal 25-lecia Zrzeszenia Ludowych Zespołów Sportowych (1971)[11]
- Wielki Oficer Orderu Infanta Henryka (Portugalia, 1976)[12]
- Medal jubileuszowy „Czterdziestolecia zwycięstwa w Wielkiej Wojnie Ojczyźnianej 1941–1945” (Związek Radziecki, 1985)[13]
- Medal „40. rocznicy Wyzwolenia Czechosłowacji przez Armię Radziecką” (Czechosłowacja, 1985)
- inne odznaczenia polskie i zagraniczne